# Roman Kováč
Roman Kováč (* 10. září 1940 Bratislava) je slovenský lékař a vysokoškolský učitel, bývalý odborář (předseda Konfederace odborových svazů Slovenské republiky) a československý i slovenský politik, počátkem 90. let poslanec Sněmovny národů Federálního shromáždění, v letech 1992–1994 1. místopředseda druhé vlády Vladimíra Mečiara, dočasně pověřený i jako ministr kontroly SR a ministr školství SR za HZDS, pak ve vládě Jozefa Moravčíka místopředseda vlády SR pro neekonomické resorty, člen odštěpeneckých formací Demokratická únia Slovenska a DÚ, poslanec Národní rady SR, v letech 2000–2002 ministr zdravotnictví SR v první vládě Mikuláše Dzurindy za platformu Slovenská demokratická koalícia.

## Biografie
V letech 1957–1963 vystudoval Lékařskou fakultu Univerzity Karlovy v Plzni. V letech 1963–1977 byl lékařem v Dunajské Stredě a v Bratislavě, v letech 1977–1990 odborným asistentem v Institutu pro další vzdělávání lékařů a farmaceutů v Bratislavě a vědeckým pracovníkem Výzkumného ústavu lékařské bioniky v Bratislavě. V roce 1990 byl zvolen předsedou Konfederace odborových svazů Slovenské republiky a prezidentem Československé konfederace odborových svazů.
Původně byl aktivní ve VPN ale později patřil mezi hlavní politiky HZDS. Koncem roku 1992 byl on a jeho jmenovec Michal Kováč mezi nominanty HZDS na post slovenského prezidenta, přičemž po sérii pohovorů s členskou základnou byl v lednu 1993 vybrán Roman Kováč jako oficiální kandidát HZDS. V prvním kole prezidentské volby v Národní radě SR 26. ledna získal 69 hlasů, a nedosáhl tak na požadované kvórum 90 hlasů. Nezískal dokonce podporu ani od všech poslanců za HZDS. 27. ledna 1993 v druhém kole získal 78 hlasů (protikandidát Milan Ftáčnik z levicové strany SDĽ jen 31). Ani to nestačilo na zvolení prezidentem. Zástupci politických stran se pak dohodli, že v únoru 1993 se uskuteční nová volba. Z ní byli ovšem vyloučeni všichni neúspěšní kandidáti z 1. volby. Roman Kováč tím ztratil svou nominaci. Prezidentem se pak stal Michal Kováč. V té době byl neúspěch Romana Kováče vykládán jako prohra Vladimíra Mečiara.
V druhé vládě Vladimíra Mečiara zastával post 1. místopředsedy vlády, v období od června 1992 do února 1993 dočasně i ministra kontroly SR a od června do listopadu 1993 byl pověřen dočasně jako ministr školství SR.
V souvislosti s pádem Mečiarovy vlády opustil počátkem roku 1994 HZDS a přešel do strany Demokratická únia Slovenska (DEÚS), za níž byl v slovenských parlamentních volbách roku 1994 zvolen do Národní rady SR. Ve vládě Jozefa Moravčíka byl za DEÚS od března do prosince 1994 jejím místopředsedou pro neekonomické resorty. Strana se později sloučila do formace Demokratická únia. Poslanecký mandát obhájil v parlamentních volbách roku 1998, nyní za účelovou platformu Slovenská demokratická koalícia, do níž se sdružilo několik opozičních stran před volbami v roce 1998. V období červenec 2000 až říjen 2002 byl za SDK ministrem zdravotnictví SR. V souvislosti s jeho nástupem do funkce ministra přestal být Kováčův poslanecký mandát uplatňován.
Po odchodu z aktivní politiky se roku 2003 stal proděkanem a roku 2006 děkanem Fakulty veřejného zdravotnictví na Slovenské zdravotnické univerzitě v Bratislavě a zároveň prorektorem pro rozvoj této univerzity.
Je ženatý, má dvojčata.